# Rainer Ilg
Rainer Ilg (* 1942 in Leipzig) ist ein deutscher Architekt und Grafiker.

## Berufliche Laufbahn
Von 1962 bis 1967 studierte Rainer Ilg Architektur an der Hochschule für Architektur und Bauwesen Weimar, arbeitete dann drei Jahre als wissenschaftlicher Mitarbeiter an dieser Einrichtung und nahm in dieser Zeit Unterricht im Malen bei Alfred Pretzsch (1908–1992), Bruno Quass (1904–1972) und Gottfried Schüler (1923–1999). Ab 1970 arbeitete er in Leipzig, zunächst beim VEB Messeprojekt und ab 1977 bei der Deutschen Werbe- und Anzeigengesellschaft (DEWAG), wobei er sich nebenher bei Karl-Georg Hirsch im Radieren weiterbildete. Von 1983 bis 1990 folgte eine Tätigkeit bei der Denkmalpflege Leipzig. Nach der Wende betrieb er zusammen mit Wolfgang Friebe und Klaus Nauber das Architektenbüro Ilg, Friebe, Nauber. Ab 2005 begann er seine grafischen Fähigkeiten als Buchillustrator zu nutzen.
Rainer Ilg war 1991 Gründungsmitglied der Architektenkammer Sachsen. Seit 2000 ist er Vorsitzender des Freundeskreises Botanischer Garten der Universität Leipzig und seit 2006 Vorsitzender des Freundeskreises Max Klinger. 2007 wurde er Mitglied der Klasse Baukunst der Sächsischen Akademie der Künste. Ilg lebt in Leipzig.

## Ehrungen
- 2003: Architekturpreis der Stadt Leipzig für Maria-Montessori-Schulzentrum (Umbau einer Plattenbauschule), zusammen mit Wolfgang Friebe und Klaus Nauber
- 2018: Ehrenmitglied der Architektenkammer Sachsen

## Bauten (Auswahl)
- 1983 Neubau des Evangelischen Gemeindezentrums Leipzig-Grünau mit der Pauluskirche, (zusammen mit Gerhart Pasch)
- 1991–1999 Sanierung des Gohliser Schlößchens
- 1996–2002 Umbau der Freiberger Nikolaikirche zum Konzertsaal
- 2000–2003 Komplettsanierung des Grassimuseums Leipzig
- 2001–2003 Umbau des Maria-Montessori-Schulzentrums
- 2004 Neubau des Teils Böttchergäßchen des Stadtgeschichtlichen Museums Leipzig
- 2018 Sanierung und Umbau des Dachgeschosses des Romanushauses in Leipzig

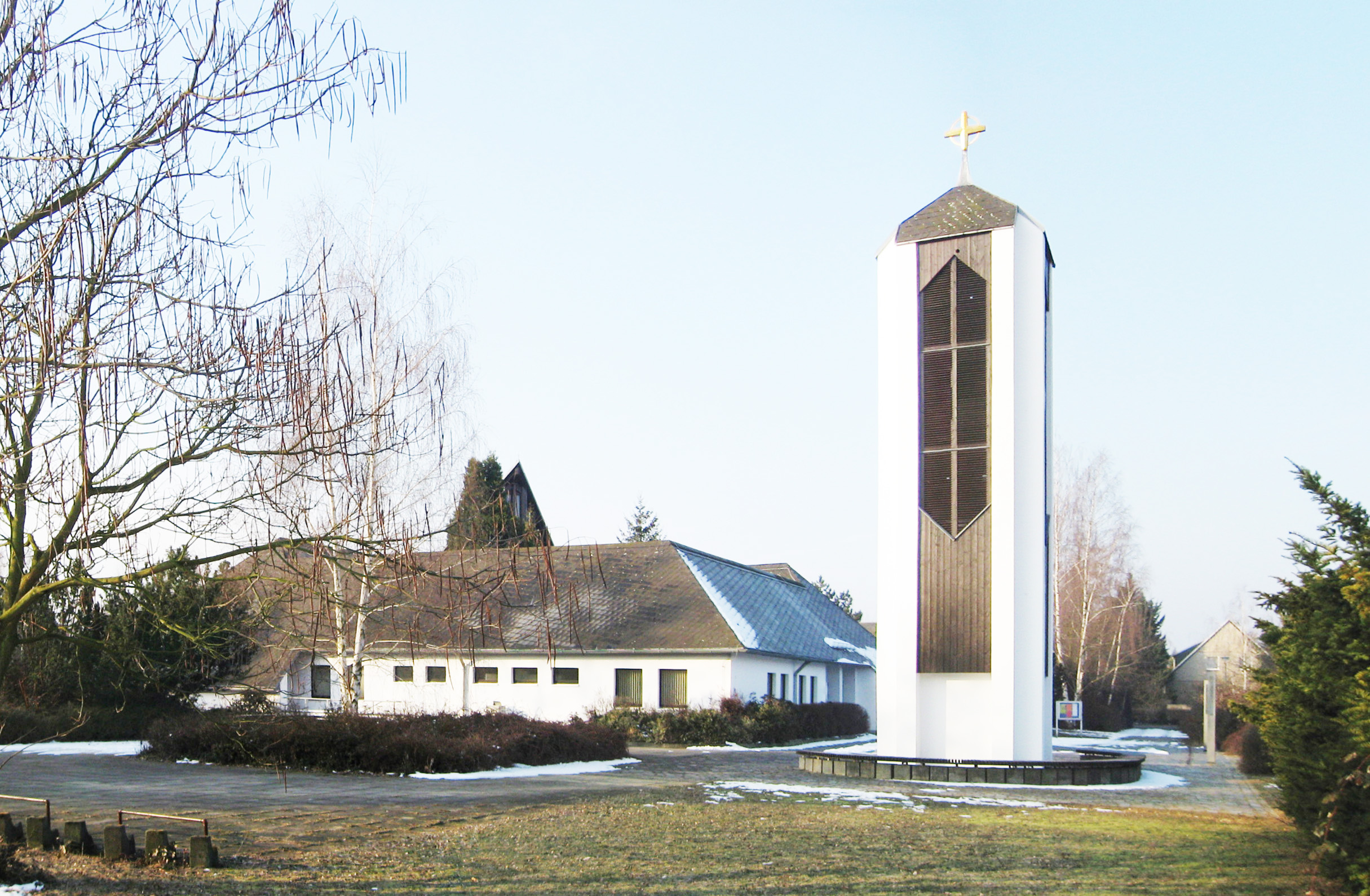
Pauluskirche in Leipzig-Grünau (2010)
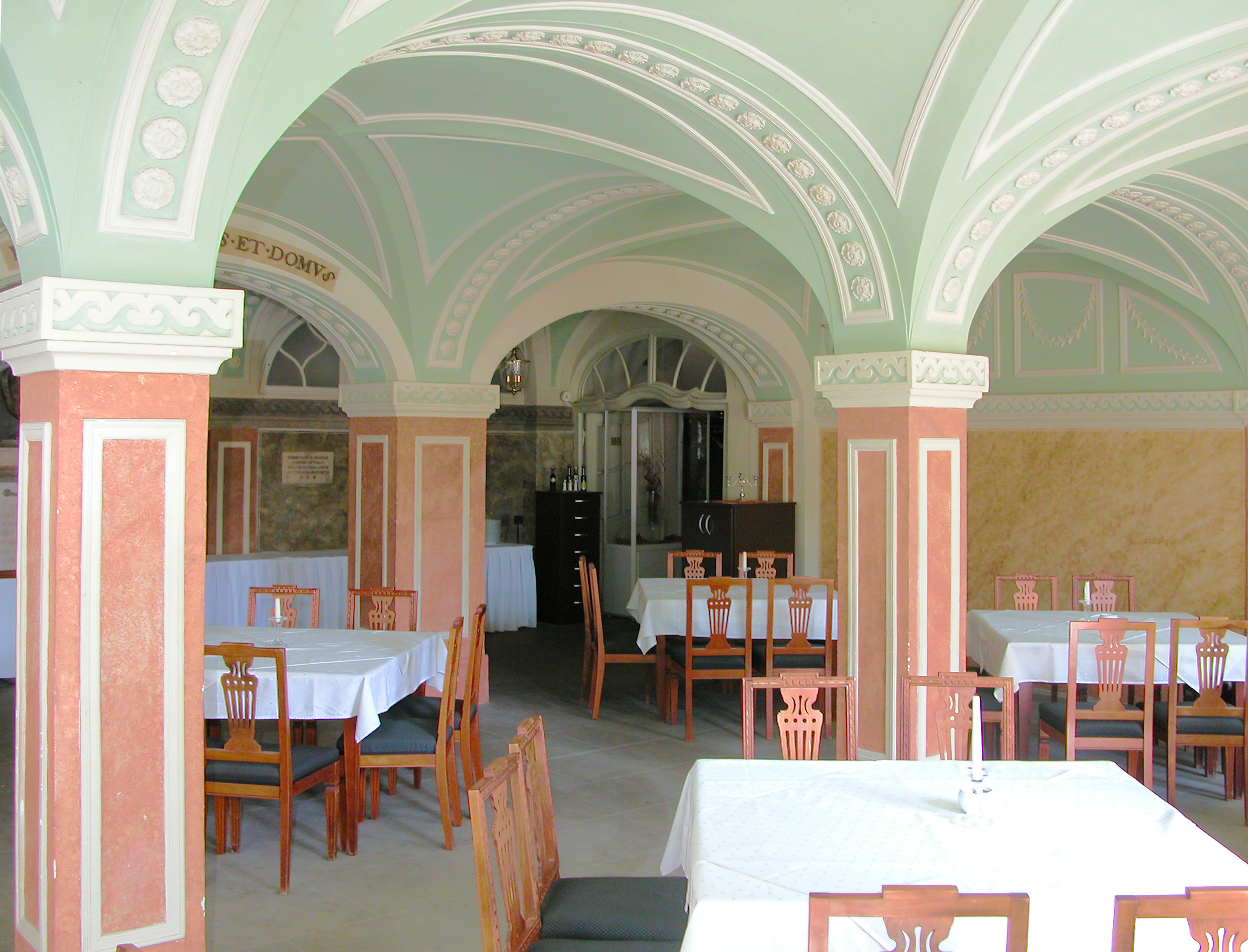
Steinsaal im renovierten Gohliser Schlößchen (2009)
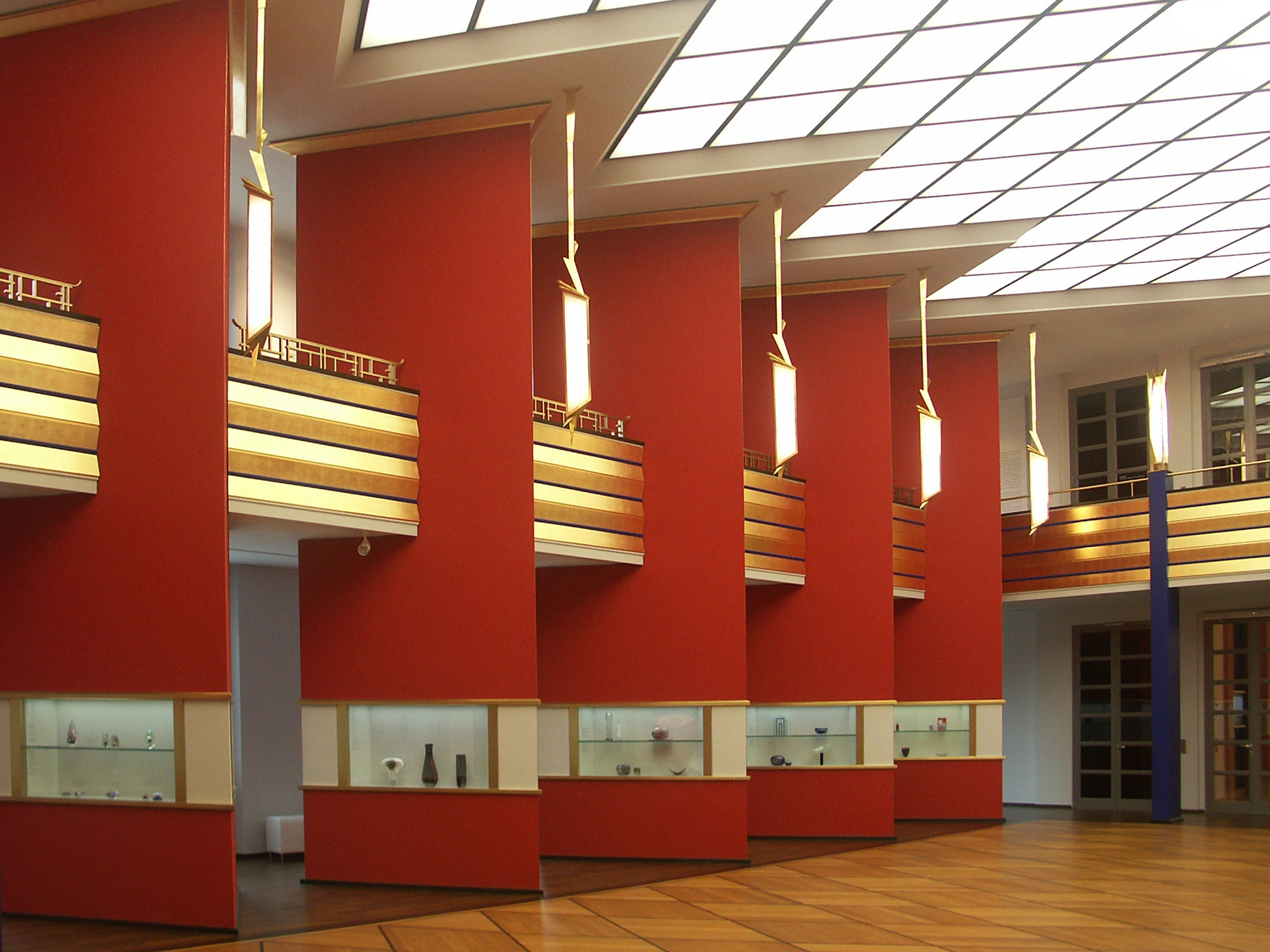
Pfeilerhalle im renovierten Grassimuseum (2010)
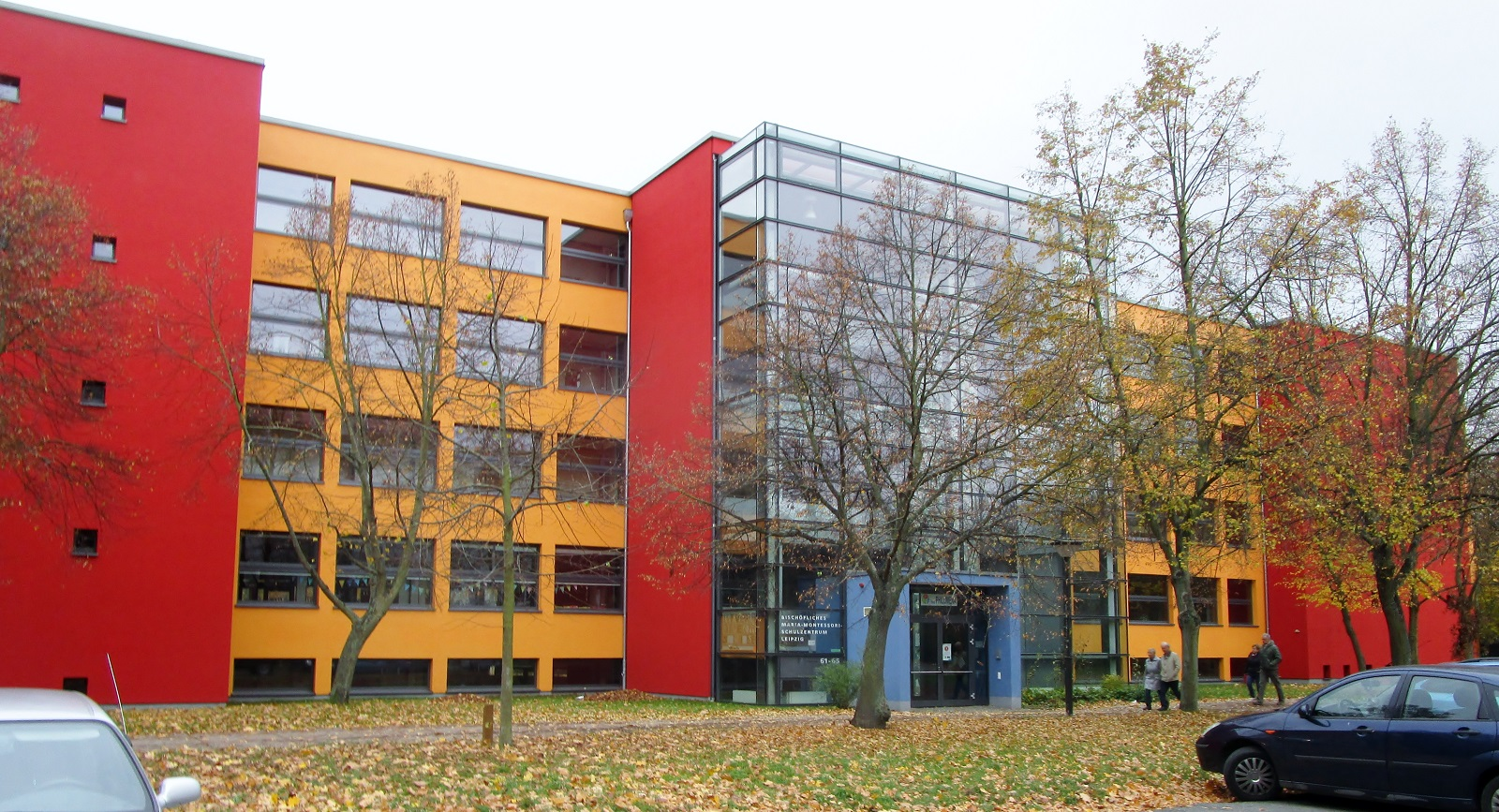
Umgebaute Maria-Montessori-Schule (2021)
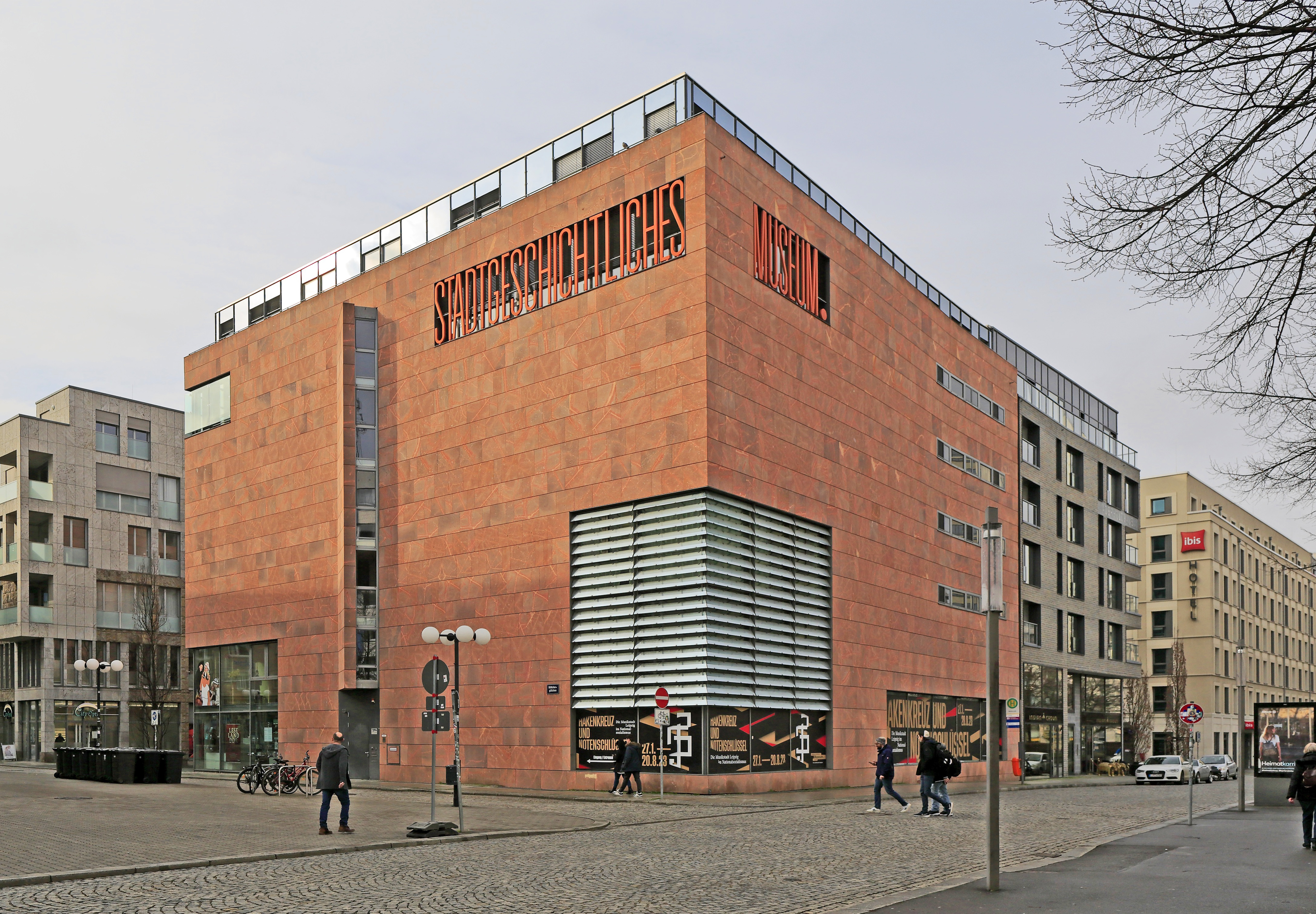
Erweiterung Böttchergäßchen Stadtgesch. Museum (2023)

## Buchillustrationen
- Lane Bosse: Niemandem gleich. dr. ziethen verlag, Oschersleben 2005, ISBN 978-3-938380-05-5
- Andreas Reimann: ... und Rotwein rauscht an meiner Seele Süden. dr. ziethen verlag, Oschersleben 2006, IDBN 978-3-938380-34-5
- Andreas Reimann: Bewohnbare Stadt. Connewitzer Verl.-Buchh. Hinke, Leipzig 2009, ISBN 978-3-937799-38-4
- Lane Bosse: Die Wahrheit der Jahreszeiten. dr. ziethen verlag, Oschersleben 2012, ISBN 978-3-86289-032-3
- Hans Dieter Weyrich: Zwölf Stunden wie ein ganzes Jahr. Engelsdorfer Verlag, Leipzig 2013, ISBN 978-3-95488-460-5
- Marlies Burget: Baci aus Perugia. Georg Olms Verlag, Hildesheim 2013, ISBN 978-3-487-08525-8
- Hans Dieter Weyrich: Nachruf auf einen Kneipenwirt und Zwiegespräch mit einem Henker. Engelsdorfer Verlag, Leipzig 2013, ISBN 978-3-86268-843-2
- Andreas Reimann: Poeten-Museum. quartus-Verlag, Bucha bei Jena 2016, ISBN 978-3-943768-73-2
- Marlies Burget: Venedig lockt. Georg Olms Verlag, Hildesheim 2023, ISBN 978-3-7582-0001-4
- Andreas Reimann: Die Gezeiten des Blaus. Connewitzer Verl.-Buchh. Hinke, Leipzig 2023, ISBN 978-3-948814-14-4